# John Korfas
Ioannis „Jon“ Korfas (griechisch Ιωάννης Κόρφας, * 21. August 1962 in Akron, Vereinigten Staaten) ist ein ehemaliger griechischer Basketballspieler.

## Werdegang
Ioannis Korfas ist Absolvent des Pepperdine College in Malibu, Kalifornien, wo er in der Universitätsmannschaft der Pepperdine Wolves von 1983 bis 1986 aktiv war. Im Sommer 1986 wurde Korfas von Nikolaos Vezirtzis nach PAOK BC Thessaloniki geholt, wo er für die 9 folgenden Jahre seiner Karriere blieb und zur Legende reifte. Mit PAOK gewann Korfas neben einer Meisterschaft und dem Pokal, 1991 den Pokal der Pokalsieger sowie 1994 den Korać-Cup. 1993 belegte er beim Final-Four Turnier um den Europapokal der Landesmeister den dritten Platz. Seine Bilanz beim PAOK B.C. verewigt ihn in die Top 5 Scorer aller Zeiten des Klubs. In 247 Erstligaspielen warf er 3.611 Punkte bei einem Durchschnitt von 14,6 Punkte im Spiel. 1995 wechselte Korfas zusammen mit seinem Mitspieler Evangelos Vourtzoumis zum Ligakonkurrenten Panathinaikos Athen, wo er 1996 neben Spielern wie Dominique Wilkins oder Panagiotis Giannakis, beim zweiten Anlauf den Europapokal der Landesmeister eroberte. Korfas wurde damit zu einem der wenigen Spieler, die alle zu diesem Zeitpunkt ausgetragenen europäischen Wettbewerbe gewinnen konnten. Mit Panathinaikos gewann er zudem ein weiteres Mal die Meisterschaft und den Pokal sowie erstmals den Intercontinental Cup. 1998 wechselte Korfas zu Marousi Athen, wo er nach zwei Saisons seine Karriere beendete.

Neben Fragiskos Alvertis und Angelos Koronios ist Korfas einer von nur drei Spielern, die über 600 erfolgreiche Drei-Punkte-Würfe in der griechischen A1 Ethniki vorweisen können.

## Nationalmannschaft
Sein Debüt bei der Griechischen Nationalmannschaft gab Korfas 1988 bei einem Spiel gegen die Niederlande in Amsterdam, das Griechenland mit 93-66 gewann. Bei der Nationalmannschaft kam Korfas auf neun Einsätze und erzielte dabei 68 Punkte (7,6 im Schnitt). Neben der Silbermedaille bei den Europameisterschaften 1989 nahm er auch einmal am Akropolis-Turnier teil.

## Erfolge
- Griechischer Meister: 1992
- Griechischer Pokalsieger: 1995, 1996
- Europapokal der Landesmeister: 1996
- Pokal der Pokalsieger: 1991
- Korać-Cup: 1994
- Intercontinental Cup: 1996
- Vize-Europameister: 1989

## Auszeichnungen
- Teilnahme an Europameisterschaften: 1989